# Nõmme Kalju FC
Nõmme Kalju FC je estonski nogometni klub iz Tallinna. Klub je osnovan 1923. godine, ali je svoj rad obnovio 1997. godine nakon dugogodišnje neaktivnosti. Nõmme Kalju trenutačno igra u Meistriliigi, najvišem rangu nogometnih natjecanja u Estoniji, od 2008. godine. Svoje utakmice igraju na stadionu Hiiu.

## Uspjesi
- Meistriliiga (2): 2012., 2018.

- Estonski nogometni kup (1): 2014./15.

- Estonski nogometni Superkup (1): 2019.

## Nastupi u Europi
| Sezona    | natjecanje         | Kolo | Protivnik | Rezultat | Rezultat |
| --------- | ------------------ | ---- | --------- | -------- | -------- |
| 2009./10. | UEFA Europska liga | 1.PR | Dinaburg  | 1:2      | 0:0      |

1.PR – Prvo pretkolo

## Vanjske poveznice
- Službene stranice (na estonskom i engleskom)